# Bernard Mond

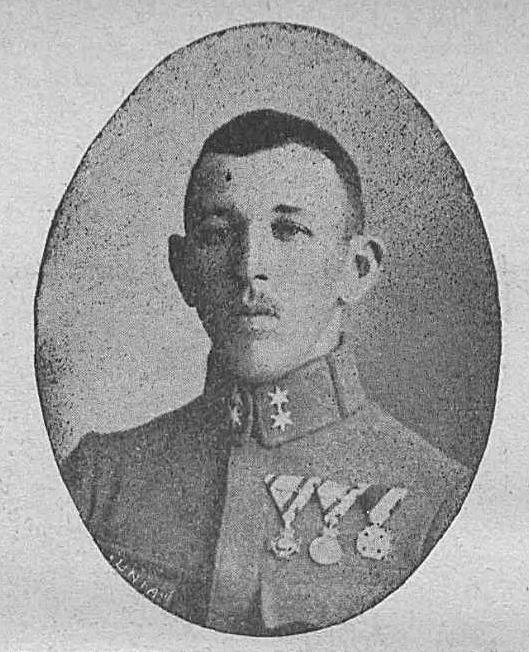
Bernard Mond

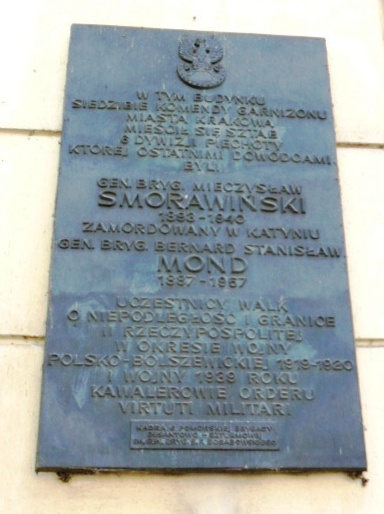
Tablica upamiętniająca gen. Monda, znajdująca się w Krakowie na budynku w którym stacjonował sztab 6 DP

Bernard Stanisław Mond (ur. 14 listopada 1887 w Stanisławowie, zm. 5 lipca 1957 w Krakowie) – generał brygady Wojska Polskiego, kawaler Orderu Virtuti Militari.

## Życiorys
Bernard Stanisław Mond był całkowicie zasymilowanym polskim Żydem, praktykującym katolikiem, synem Maurycego, urzędnika kolejowego, i Salomei Spanier. W 1907 ukończył 8 klasowe Gimnazjum Realne w Brodach. Od 1905 członek Organizacji Niepodległościowej Młodzieży Polskiej. W latach 1907–1908 odbył jednoroczną obowiązkową służbę w Armii Austro-Węgier. W październiku 1908 został instruktorem Drużyny Bartoszowej w Brodach, a później we Lwowie. W tym samym czasie rozpoczął studia na Wydziale Prawa Uniwersytetu Lwowskiego. W 1910 przerwał studia i ukończył roczny kurs urzędników państwowych przy Dyrekcji Okręgowej Kolei we Lwowie. W latach 1911–1913 był pracownikiem wymienionej dyrekcji. W latach 1913–1914 kontynuował studia prawnicze.
1 sierpnia 1914 został zmobilizowany do c. i k. pułku piechoty nr 95 we Lwowie. W tym pułku dowodził kompanią marszową i batalionem. 20 września 1916 dostał się do niewoli rosyjskiej i został osadzony w obozie w miejscowości Troick. Po ucieczce z niewoli wrócił do swojego pułku. W okresie od 15 kwietnia do 30 października 1918 dowodził kompanią zapasową.
2 listopada 1918 wstąpił do oddziałów polskich walczących w obronie Lwowa i został dowódcą pododcinka „Remiza-Cytadela”. Od 22 listopada do 30 grudnia 1918 walczył w 1 pułku strzelców lwowskich w wojnie polsko-ukraińskiej. Od 1 stycznia do 20 grudnia 1919 był dowódcą kompanii i batalionu w 5 pułku piechoty Legionów. 21 czerwca 1919 roku został formalnie przyjęty do Wojska Polskiego z zatwierdzeniem stopnia kapitana nadanego przez generała Bolesława Roję, z zaliczeniem do I Rezerwy Armii i jednoczesnym powołaniem do służby czynnej na czas wojny aż do demobilizacji. Od 20 grudnia 1919 do 6 czerwca 1920 był dowódcą I batalionu 6 pułku piechoty Legionów. 6 czerwca 1920 został ranny pod Kijowem i przebywał na leczeniu w Krakowie. 30 czerwca 1920 objął dowództwo 205 Ochotniczego pułku piechoty wchodzącego w skład I Brygady Dywizji Ochotniczej. W okresie od 1 lutego do 10 marca 1921 był słuchaczem kursu wyższych dowódców w Warszawie. Od maja do października 1921 był komendantem Miasta Wilna.
Następnie pełnił służbę jako dowódca 49 pułku piechoty w Kołomyi. 6 lipca 1922 ukończył Kurs dowódców pułków i piechoty dywizyjnej w Doświadczalnym Centrum Wyszkolenia Armii w Rembertowie.
19 marca 1927 został mianowany dowódcą piechoty dywizyjnej 6 Dywizji Piechoty w Krakowie. W okresie od 6 grudnia 1930 do 31 lipca 1931 był słuchaczem V Kursu Centrum Wyższych Studiów Wojskowych w Warszawie. 4 października 1932 został mianowany dowódcą 6 Dywizji Piechoty w Krakowie.
21 grudnia 1932 Prezydent RP Ignacy Mościcki awansował go na generała brygady ze starszeństwem z dniem 1 stycznia 1933 roku i 4. lokatą w korpusie generałów.
W kampanii wrześniowej dowodził 6 Dywizją Piechoty. Bronił „korytarza pszczyńskiego”, na który nacierała niemiecka 5 Dywizja Pancerna. 20 września 1939 wraz z dywizją złożył broń po I bitwie pod Tomaszowem Lubelskim. W niewoli niemieckiej w oflagach VII A Murnau, IV B Konigstein i VI B Dössel.
Po wyzwoleniu obozu trafił do Francji, skąd w styczniu 1946 r. wrócił do kraju i podjął pracę w Państwowym Biurze Podróży „Orbis”, jako kierownik oddziału. Do kraju wrócili również jego dwaj synowie, którzy znaleźli się w niemieckich obozach po powstaniu warszawskim. W 1950 został zwolniony i pracował jako pomocnik magazyniera materiałów budowlanych w Spółdzielni „Grzegórzki” w Krakowie. Barwna postać Krakowa, kibic między innymi klubu Wisła Kraków. Pochowany na Cmentarzu wojskowym przy ul. Prandoty w Krakowie (kwatera 8 woj-2-8).

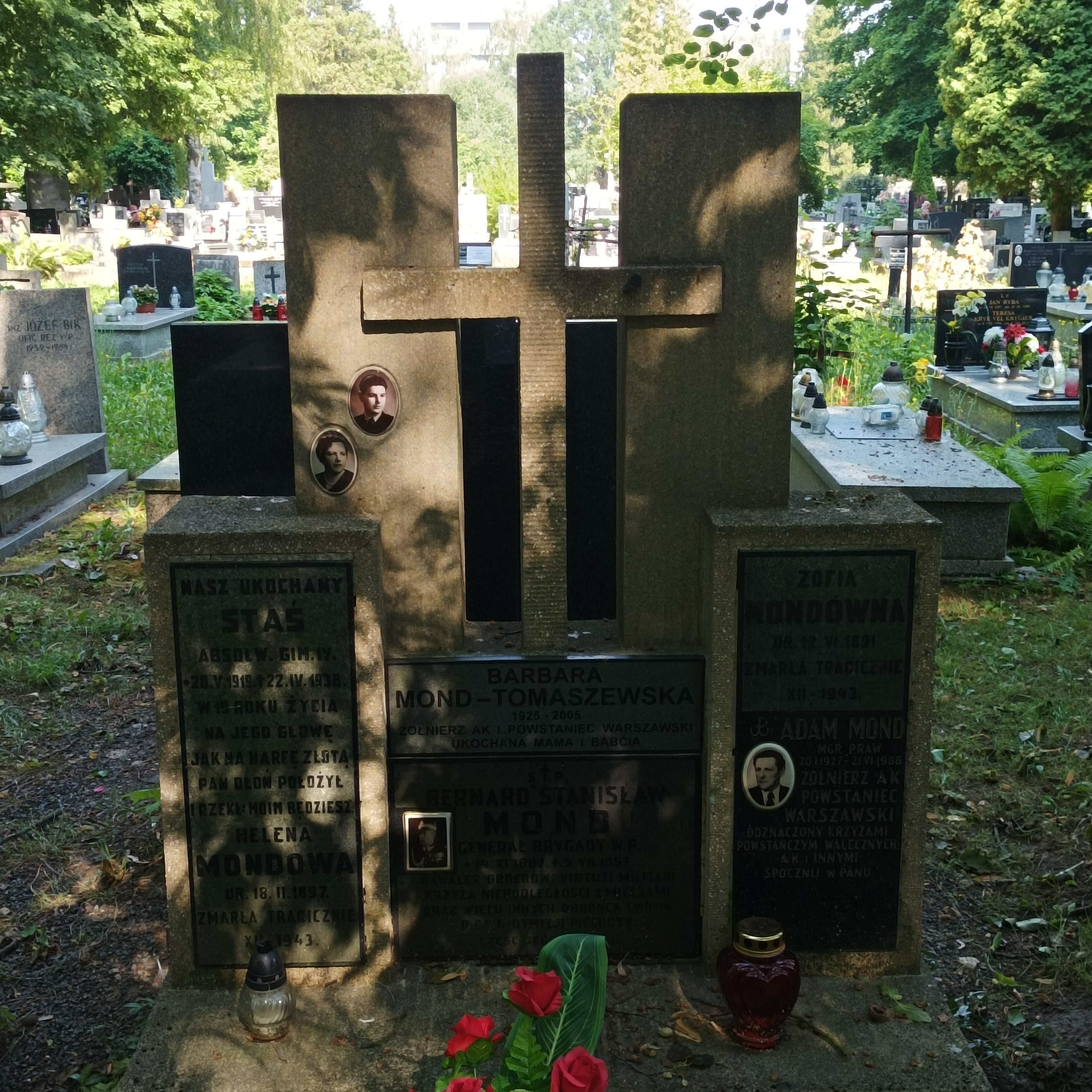
Grób gen. Bernarda Monda na cmentarzu wojskowym przy ul. Prandoty w Krakowie

W czasie okupacji jego żona Helena z Rosnerów z synami, wraz z siostrą Emilią (żoną majora Jana Witowskiego) z córkami oraz siostrami generała Zofią Czajkowską i Henryką Mościskierową, przeniosła się w grudniu 1942 do Zakliczyna. Synowie w marcu 1943 wyjechali do Warszawy. Mieszkańcy miejscowości odnieśli się do tych kobiet bardzo przychylnie. Wskutek donosu zostały 30 listopada 1943 aresztowane, przewiezione do likwidowanego getta w Tarnowie i następnego dnia zamordowane.

## Awanse
- chorąży – 1910
- podporucznik – 1914
- porucznik – 1916
- kapitan – 1918
- major – 1920
- podpułkownik – 1922
- pułkownik – 1 grudnia 1924 ze starszeństwem z dniem 15 sierpnia 1924 i 43. lokatą w korpusie oficerów piechoty
- generał brygady – 21 grudnia 1932 ze starszeństwem z dniem 1 stycznia 1933 i 4. lokatą w korpusie generałów

## Ordery i odznaczenia
- Krzyż Srebrny Orderu Wojskowego Virtuti Militari (20 maja 1921)[12][13]
- Krzyż Niepodległości z Mieczami (9 listopada 1933)[14][13]
- Krzyż Oficerski Orderu Odrodzenia Polski (27 listopada 1929)[15][13]
- Krzyż Walecznych (czterokrotnie: 1921, 1922)[13][16][17]
- Złoty Krzyż Zasługi (10 listopada 1928)[18][19]
- Medal Pamiątkowy za Wojnę 1918–1921[13]
- Medal Dziesięciolecia Odzyskanej Niepodległości[13]
- Krzyż Komandorski Orderu Korony Rumunii (Rumunia)[13]
- Order Krzyża Białego Związku Obrony (Estonia)[13]
- Medal 10 Rocznicy Wojny Niepodległościowej (Łotwa)[20][13]
- Krzyż Jubileuszowy Wojskowy (Austro-Węgry)
- Medal Zasługi Wojskowej (Austro-Węgry)
- Krzyż Wojskowy Karola (Austro-Węgry)

## Opinie
- Gra wojenna w Krakowie 22–25.III.37 – pomocnik kierownika gry/. Logiczna, zdrowa i prosta koncepcja taktyczna. Duża lojalność względem zadania. Uzdolniony, z dużym charakterem dowódcy. /–/ gen. Berbecki.
- Charakteru jeszcze nie rozpoznałem do ostatka; wydaje mi się nie dość szczery; choć pozuje na wielką serdeczność i dobre koleżeństwo, widzę, że robi różnice pomiędzy tymi, którzy mu schlebiają, a tymi, którzy odnoszą się do niego tylko posłusznie. Usposobienie żywe, temperament duży; energia mała, fizycznie nie wytrzymuje /przy omówieniach śpi/. Nie dość dbały o wygląd zewnętrzny, umundurowanie zaniedbane, nieraz brudne, wysławia się zbyt rubasznie, do podkomendnych używa słowa „ty” – bez wzajemności /po austriacku/; używa też nieraz epitetów wręcz niedopuszczalnych. Zachowaniem się przygłośnym naraża się na śmieszność. Wychowawczych wartości nie rozpoznałem, ale wydaje mi się już teraz, że nie wywiera zbytnio dobrego wpływu. Taktycznie może na szczeblu batalionu był bardzo dobry, z dowodzenia na wojnie zachował bardzo wiele słusznych pojęć czy zasad, na szczeblu wyższego dowódcy wartości taktycznych u gen. Monde znaleźć nie mogę. Jako kierownik ćwiczenia aplikacyjnego dywizji nie wydobył z siebie żadnej treści, nie wyciągnął żadnych pouczających wniosków, prowadził je w sposób nudny /ćwiczenie było powtórką w terenie ćwiczenia przeprowadzonego już na mapie/, ograniczał się do uwag niewiele znaczących w czasie rozgrywek, na koniec ćwiczenia nie omówił. Interpelowany – poszukuje wykrętów. Widocznie nie pracuje nad sobą wojskowo, a więcej zajmuje się sprawami cywilnymi: za mało interesuje się pracą swoich podkomendnych. Mam wątpliwość, czy odpowiada pod każdym względem na stanowisku dowódcy dywizji, na które – najwidoczniej – wyniosła go jego chwalebna przeszłość wojenna ze szczebla średniego – bez przygotowania na szczebel wyższego dowodzenia. /–/ gen. Kwaśniewski[21].

## Trivia
Kompozytor i kapelmistrz Wacław Karaś skomponował przed 1939 r. marsz „Generał Mond” na cześć gen. Bernarda Monda.